# Darevskia
Genre
Darevskia est un genre de sauriens de la famille des Lacertidae.

## Répartition
Les 32 espèces de ce genre se rencontrent dans le sud-est de l'Europe et dans le sud-ouest de l'Asie.

## Description
Les espèces de ce genre sont d'assez petite taille et mènent une vie terrestre et diurne. De nombreuses espèces sont parthénogénique et sont supposées être issues d'hybridations entre d'autres espèces de ce genre (principalement Darevskia valentini et Darevskia raddei).

## Liste des espèces
Selon The Reptile Database (27 mars 2015) :
- Darevskia alpina (Darevsky, 1967)
- Darevskia armeniaca (Méhely, 1909)
- Darevskia bendimahiensis (Schmidtler, Eiselt & Darevsky, 1994)
- Darevskia bithynica (Méhely, 1909)
- Darevskia brauneri (Méhely, 1909)
- Darevskia caspica Ahmadzadeh, Flecks, Carretero, Mozaffari, Böhme, Harris, Freitas & Rödder, 2013
- Darevskia caucasica (Méhely, 1909)
- Darevskia chlorogaster (Boulenger, 1908)
- Darevskia clarkorum (Darevsky & Vedmederja, 1977)
- Darevskia daghestanica (Darevsky, 1967)
- Darevskia dahli (Darevsky, 1957)
- Darevskia defilippii (Camerano, 1877)
- Darevskia derjugini (Nikolsky, 1898)
- Darevskia dryada (Darevsky & Tuniyev, 1997)
- Darevskia kamii Ahmadzadeh, Flecks, Carretero, Mozaffari, Böhme, Harris, Freitas & Rödder, 2013
- Darevskia kopetdaghica Ahmadzadeh, Flecks, Carretero, Mozaffari, Böhme, Harris, Freitas & Rödder, 2013
- Darevskia lindholmi (Lantz & Cyrén, 1936)
- Darevskia mixta (Méhely, 1909)
- Darevskia parvula (Lantz & Cyrén, 1913)
- Darevskia pontica (Lantz & Cyrén, 1918)
- Darevskia portschinskii (Kessler, 1878)
- Darevskia praticola (Eversmann, 1834)
- Darevskia raddei (Boettger, 1892)
- Darevskia rostombekowi (Darevsky, 1957)
- Darevskia rudis (Bedriaga, 1886)
- Darevskia sapphirina (Schmidtler, Eiselt & Darevsky, 1994)
- Darevskia saxicola (Eversmann, 1834)
- Darevskia schaekeli Ahmadzadeh, Flecks, Carretero, Mozaffari, Böhme, Harris, Freitas & Rödder, 2013
- Darevskia steineri (Eiselt, 1995)
- Darevskia unisexualis (Darevsky, 1966)
- Darevskia uzzelli (Darevsky & Danielyan, 1977)
- Darevskia valentini (Boettger, 1892)

## Étymologie
Ce genre est nommé en l'honneur de l'herpétologiste russe Ilia Sergueïevitch Darevski (1924-2009).

## Publication originale
- Arribas, 1999 : Phylogeny and relationships of the mountain lizards of Europe and Near East (Archaeolacerta MERTENS, 1921, sensu lato) and their relationships among the eurasian lacertid radiation. Russian Journal of Herpetology vol. 6 no 1, p. 1-22.